# Chi Cọ dầu
Chi Cọ dầu (danh pháp khoa học: Elaeis) là một chi thực vật thuộc họ Cau (Arecaceae). Chi Cọ dầu có hai loài. Chúng được trồng với quy mô lớn trong nông nghiệp để sản xuất dầu cọ. Cọ dầu châu Phi (Elaeis guineensis) có nguồn gốc ở miền tây châu Phi, trong khu vực giữa Angola và Gambia, trong khi cọ dầu châu Mỹ (Elaeis oleifera) có nguồn gốc ở vùng nhiệt đới Trung và Nam Mỹ.
Các cây trưởng thành là loại có một thân cây, có thể cao tới 40 m. Lá thuộc loại lá lông chim, có thể dài tới 3–8 m. Các cây non sinh ra khoảng 30 lá mỗi năm. Những cây trên 10 năm tuổi sinh ra khoảng 20 lá mỗi năm. Hoa mọc thành cụm dày dặc; mỗi hoa riêng rẽ là hoa nhỏ, có ba đài hoa và ba cánh hoa. Quả phải mất 5 đến 6 tháng kể từ khi thụ phấn để có thể chín; nó chứa lớp cùi thịt ngoài chứa nhiều dầu (vỏ quả), với một hạt duy nhất (nhân), cũng rất nhiều dầu. Không giống như họ hàng của nó là dừa, cọ dầu không sản sinh ra các chồi phụ; sự nhân giống được thực hiện bằng cách gieo hạt.

## Nông nghiệp
Cọ dầu được trồng để lấy các buồng quả của nó, mỗi buồng quả có thể cân nặng tới 40–50 kg. Sau khi thu hoạch, toàn bộ quả (cùi thịt, hạt) đều được dùng để sản xuất xà phòng và dầu thực vật dùng trong nấu ăn; các phẩm cấp dầu cọ khác nhau thu được từ hạt hay cùi thịt, trong đó dầu từ cùi thịt chủ yếu dùng cho nấu ăn còn dầu từ hạt được dùng để chế biến thực phẩm.
Mỗi hecta cọ dầu, được thu hoạch quanh năm sẽ cho sản lượng hàng năm vào khoảng 10 tấn quả, từ đó có thể sản xuất được 3 tấn dầu cọ từ vỏ quả và thu được khoảng 750 kg hạt, từ đây lại có thể sản xuất ra 250 kg dầu cọ từ hạt có chất lượng cao và 500 kg bã hạt. Bã được dùng làm thức ăn cho gia súc, gia cầm. Một vài giống thậm chí còn có năng suất cao hơn, điều này làm cho người ta nghĩ đến chúng như một loại cây tiềm năng cho việc sản xuất dầu thực vật cần thiết để sản xuất dầu điêzen sinh học. 

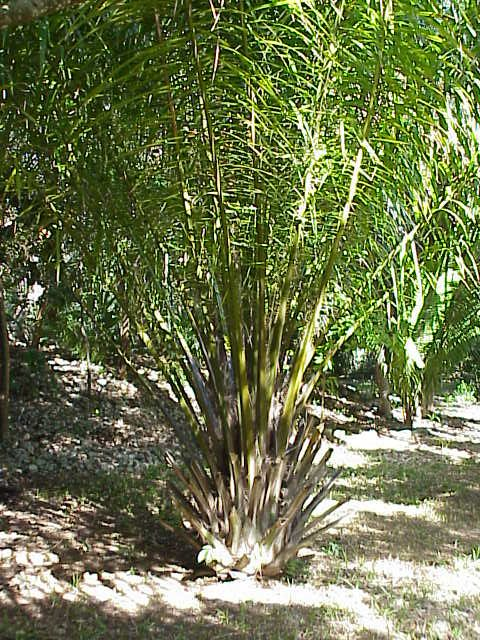
Cọ dầu châu Phi (Elaeis guineensis)

Cọ dầu châu Phi được đưa vào Sumatra và khu vực Malaya vào đầu những năm thập niên 1900; nhiều đồn điền lớn trồng cọ dầu hiện nay nằm trong khu vực này, với diện tích trồng của Malaysia là trên 20.000 km². Malaysia cho rằng năm 1995 nước này là quốc gia sản xuất dầu cọ lớn nhất thế giới với 51% tổng sản lượng toàn thế giới. Trong khu vực này, việc phá hủy các rừng mưa tự nhiên để trồng cọ dầu là một vấn đề lớn liên quan tới các e ngại về môi trường tự nhiên.

## Dinh dưỡng
Dầu cọ rất giàu vitamin K và magiê dạng tiêu hóa được. Dầu cọ chứa khoảng 43 % chất béo no, khoảng 43 % chất béo chưa no đơn nhóm và 13 % chất béo chưa no đa nhóm.
Giá trị dinh dưỡng cao của dầu cọ có nghĩa là quả cọ dầu bị nhiều loại động vật dùng làm thức ăn, bao gồm (nhưng không chắc lắm) hai loại chim săn mồi là kền kền cọ (Gypohierax angolensis) và diều mướp châu Phi (Polyboroides typus).